# 环境质量监测
环境质量监测是一种环境监测内容，主要监测环境中污染物的分布和浓度，以确定环境质量状况，定时、定点的环境质量监测历史数据，可以为环境质量评价和环境影响评价提供必不可少的依据；为对污染物迁移转化规律的科学研究也提供的基础数据。